# Song Lưu
Song Lưu (双流区 Hán Việt: Song Lưu khu) là một quận thuộc thành phố Thành Đô, Cộng hoà Nhân dân Trung Hoa. Quận này có diện tích 1067 km2, dân số 870.000 người, mã số bưu chính 610200, trụ sở chính quyền quận đóng tại trấn Đông Thăng. Sân bay quốc tế Song Lưu Thành Đô nằm ở quận này.

## Hành chính
Quận Song Lưu được chia ra thành 26 đơn vị hành chính cấp hương, bao gồm 8 nhai đạo và 18 trấn:
- Nhai đạo: Đông Thăng (东升街道), Tây Hàng Cảng (西航港街道, Hoa Dương (华阳街道), Trung Hoà (中和街道), Cửu Giang (九江街道), Hoàng Giáp (黄甲街道), Công Hưng (公兴街道), Hiệp Hòa (协和街道)
- Trấn: Thái Bình (太平镇), Vĩnh Hưng (永兴镇), Tịch Điền (籍田镇), Chính Hưng (正兴镇), Bành (彭镇), Đại Lâm (大林镇), Tiên Trà (煎茶镇), Hoàng Long Khê (黄龙溪镇), Vĩnh An (永安镇), Hoàng Thủy (黄水镇), Kim Kiều (金桥镇), Thắng Lợi (胜利镇), Tân Hưng (新兴镇), Hưng Long (兴隆镇), Vạn An (万安镇), Bạch Sa (白沙镇), Tam Tinh (三星镇) và Hiệp Giang (合江镇)